# Гогава, Заза
Заза Зурабович Гогава (груз. ზაზა ზურაბის ძე გოგავა) (род. 14 июля 1971) — бригадный генерал грузинской армии, который стал начальником Объединённого штаба Вооруженных сил Грузии с ноября 2006 года.

## Биография
Гогава окончил Грузинский технический университет в 1994 году и через год начал свою карьеру в специальной целевой группе «Омега» грузинской службы безопасности. С тех пор он служил в различных подразделениях, а также прошёл подготовку в США в период между 1995 и 2002 годами. Гогава был направлен в команду Отдела по специальным операциям. В 2004 году он был назначен командующим силами специального назначения бригады Министерства обороны Грузии и стал заместителем начальника Генерального штаба Вооруженных сил Грузии в 2006 году. После перестановок в министерстве обороны в ноябре 2006 года, Гогава стал начальником Объединённого штаба Вооруженных сил Грузии.